# Metafedron
Metafedron, 3-metylometkatynon, 3-MMC – organiczny związek chemiczny z grupy katynonów, izomer meta mefedronu, stymulant i empatogen.
Pojawił się po raz pierwszy w 2012 roku w Szwecji, jako odpowiedź na delegalizację mefedronu w większości państw europejskich. W związku ze strukturalnym podobieństwem do mefedronu i innych związków z grupy amfetamin, ma on również podobne właściwości, wywołując m.in. pobudzenie, euforię, zwiększenie siły fizycznej, uwagi, poczucia empatii.

## Legalność
W Polsce 3-metylometkatynon zaklasyfikowany jest jako substancja psychotropowa grupy I-P.